# Martin Zawada (zawodnik MMA)
Martin Zawada (ur. 26 września 1983 w Bielsku-Białej) – niemiecko-polski zawodnik mieszanych sztuk walki (MMA). Były mistrz PLMMA oraz German MMA Championship w wadze półciężkiej. Walczył także dla M-1 Global, KSW czy Oktagon MMA.
29 listopada 2023 po przegranej walce z Danielem Škvorem ogłosił zakończenie kariery sportowej.

## Życiorys
Urodził się w Polsce w mieście Bielsko-Biała. Jego młodszym bratem jest również zawodnik MMA – David Zawada. Martin poza sportem pracuje także jako kierowca autobusów w Düsseldorfie.

## Osiągnięcia

### Mieszane sztuki walki
- 2005: mistrz International Vale Tudo[10]
- 2007: mistrz europy WFCA w wadze półciężkiej (-95 kg)[10]
- 2007: KSW 7 – finalista turnieju wagi średniej[10]
- 2012: Fight Night Merseburg 5 – finalista turnieju wagi średniej[10]
- 2014-2015: mistrz PLMMA w wadze półciężkiej[11]
- 2017-2018: mistrz German MMA Championship w wadze półciężkiej[12]

## Lista zawodowych walk w MMA
| Wynik     | Bilans  | Przeciwnik (bilans przed walką) | Rozstrzygnięcie                             | Runda | Czas  | Rozgrywki                                 | Data       | Miejsce             | Uwagi                                               |
| --------- | ------- | ------------------------------- | ------------------------------------------- | ----- | ----- | ----------------------------------------- | ---------- | ------------------- | --------------------------------------------------- |
| Przegrana | 29-19-1 | Daniel Škvor (6-3)              | Decyzja (jednogłośna)                       | 3     | 5:00  | Oktagon 51: Michailidis vs. Veličković    | 29.12.2023 | Praga               |                                                     |
| Przegrana | 29-18-1 | Alexander Poppeck (15-4)        | Decyzja (jednogłośna)                       | 3     | 5:00  | Oktagon 39: Jungwirth vs. de Oliveira     | 11.02.2023 | Monachium           | Co-Main Event                                       |
| Przegrana | 29-17-1 | Stephan Pütz (20-5)             | Decyzja (jednogłośna)                       | 3     | 5:00  | Oktagon 33: Buchinger vs. Keita           | 04.06.2022 | Frankfurt nad Menem | Debiut w Oktagon MMA. Co-Main Event                 |
| Przegrana | 29-16-1 | Szymon Kołecki (8-1)            | Decyzja (jednogłośna)                       | 3     | 5:00  | KSW 58: Parnasse vs. Torres               | 30.01.2021 | Łódź                | Co-Main Event                                       |
| Wygrana   | 29-15-1 | Thiago Silva (21-8)             | Decyzja (jednogłośna)                       | 3     | 5:00  | KSW 49: Soldić vs. Kaszubowski            | 18.05.2019 | Gdańsk/Sopot        |                                                     |
| Przegrana | 28-15-1 | Michał Materla (25-6)           | TKO (ciosy pięściami)                       | 2     | 2:59  | KSW 44: The Game                          | 09.06.2018 | Gdańsk/Sopot        | Limit umowny do 90 kg                               |
| Wygrana   | 28-14-1 | Łukasz Jurkowski (16-10)        | TKO (przerwanie przez narożnik)             | 1     | 5:00  | KSW 42: Khalidov vs. Narkun               | 03.03.2018 | Łódź                |                                                     |
| Wygrana   | 27-14-1 | Andreas Kraniotakes (18-11-1)   | TKO (ciosy pięściami)                       | 2     | 1:47  | GMC 10                                    | 07.01.2017 | Hamburg             | Zdobył mistrzowski pas GMC w wadze półciężkiej      |
| Przegrana | 26-14-1 | Raszyd Jusupow (6-0)            | Decyzja (jednogłośna)                       | 3     | 5:00  | M-1 Challenge 63: Puetz vs. Nemkov 2      | 04.12.2015 | Petersburg          |                                                     |
| Wygrana   | 26-13-1 | Michał Gutowski (8-5)           | TKO (uderzenia w parterze)                  | 1     | 3:53  | PLMMA 31: Extra                           | 12.04.2014 | Koszalin            | Zdobył mistrzowski pas PLMMA w wadze półciężkiej    |
| Przegrana | 25-13-1 | Jonas Billstein (10-3)          | TKO (ciosy pięściami)                       | 3     | 4:31  | GMC 4: Next Level                         | 06.07.2013 | Herne               | Pojedynek o mistrzowski pas GMC w wadze półciężkiej |
| Przegrana | 25-12-1 | Krzysztof Jotko (10-0)          | Decyzja (niejednogłośna)                    | 3     | 5:00  | FNM 5 – Fight Night Merseburg             | 08.09.2012 | Merseburg           |                                                     |
| Wygrana   | 25-11-1 | Davit Koberidze (1-1)           | Poddanie (duszenie trójkątne nogami)        | 1     | 4:29  | FNM 5 – Fight Night Merseburg             | 08.09.2012 | Merseburg           |                                                     |
| Przegrana | 24-11-1 | Abu Azaitar (5-0)               | Decyzja (niejednogłośna)                    | 3     | 5:00  | RFC – Respect Fighting Championship 7     | 21.04.2012 | Essen               |                                                     |
| Wygrana   | 24-10-1 | Farbod Fadami (6-4)             | TKO (ciosy pięściami)                       | 1     | 3:44  | SFC 7 – M-1 Fighter Europe                | 26.11.2011 | Düren               |                                                     |
| Remis     | 23-10-1 | Valdas Pocevicius (33-25-3)     | Remis                                       | 5     | 5:00  | GMA 7 – Germany vs. Lithuania             | 03.04.2011 | Düsseldorf          |                                                     |
| Wygrana   | 23-10   | Matteo Minonzio (13-12)         | TKO (przerwanie przez lekarza)              | 4     | 5:00  | GMA 6 – Minonzio vs. Zawada               | 07.11.2010 | Düsseldorf          | Main Event                                          |
| Wygrana   | 22-10   | Jason Jones (15-8)              | KO (ciosy pięściami)                        | 2     | 1:21  | Backstreet Fights 4 – Holland vs. Germany | 04.06.2010 | Kolonia             |                                                     |
| Przegrana | 21-10   | Marcus Vanttinen (12-2)         | TKO (ciosy pięściami)                       | 3     | 3:04  | FF 27 – Fight Festival 27                 | 13.03.2010 | Helsinki            |                                                     |
| Przegrana | 21-9    | Stjepan Bekavac (9-3)           | KO (kopnięcie na korpus)                    | 1     | 2:33  | NG 4 – Noc Gladiatora 4                   | 25.05.2009 | Dubrownik           |                                                     |
| Wygrana   | 21-8    | Marko Igrc (8-2-1)              | Decyzja (niejednogłośna)                    | 3     | 5:00  | NG 4 – Noc Gladiatora 4                   | 25.05.2009 | Dubrownik           |                                                     |
| Wygrana   | 20-8    | Sam Turky (3-2)                 | TKO (ciosy pięściami)                       | 1     | 2:38  | M-1 Challenge 13 – Bulgaria               | 28.03.2009 | Burgas              |                                                     |
| Przegrana | 19-8    | Dave Dalgliesh (30-18-2)        | Decyzja (jednogłośna)                       | 2     | 5:00  | BOTE – Beast of the East                  | 24.01.2009 | Zutphen             |                                                     |
| Wygrana   | 19-7    | Brian Maulany (10-14-1)         | Poddanie (duszenie zza pleców)              | 2     | ?     | Tough Is Not Enough 2008                  | 05.10.2008 | Rotterdam           |                                                     |
| Przegrana | 18-7    | Jan Błachowicz (3-2)            | Decyzja (jednogłośna)                       | 2     | 5:00  | KSW 9                                     | 09.05.2008 | Warszawa            |                                                     |
| Przegrana | 18-6    | Igor Pokrajac (15-5)            | Poddanie                                    | 1     | ?     | It's Showtime – Trophy                    | 15.03.2008 | ’s-Hertogenbosch    |                                                     |
| Przegrana | 18-5    | Toni Valtonen (13-5)            | Decyzja (jednogłośna)                       | 2     | 5:00  | FF 22 – Fight Festival 22                 | 22.09.2007 | Helsinki            |                                                     |
| Przegrana | 18-4    | Mamed Chalidow (13-3)           | Poddanie (dźwignia na staw skokowy)         | 1     | 4:22  | KSW Eliminacje                            | 15.09.2007 | Wrocław             |                                                     |
| Przegrana | 18-3    | Antonio Mendes (13-4)           | Decyzja (jednogłośna)                       | 2     | 5:00  | KSW 7                                     | 02.06.2007 | Warszawa            |                                                     |
| Wygrana   | 18-2    | Krzysztof Kułak (16-5-2)        | Decyzja (niejednogłośna)                    | 3     | 3:00  | KSW 7                                     | 02.06.2007 | Warszawa            |                                                     |
| Wygrana   | 17-2    | Igor Kołacin (2-5)              | Poddanie (duszenie zza pleców)              | 2     | 0:14  | KSW 7                                     | 02.06.2007 | Warszawa            |                                                     |
| Przegrana | 16-2    | Michael Knaap (13-11-3)         | Decyzja                                     | ?     | ?     | CF – The Real Deal                        | 05.05.2007 | Emmen               | Main Event                                          |
| Wygrana   | 16-1    | Dritan Barjamaj (0-0)           | TKO                                         | 1     | 3:16  | TFS – Mix Fight Gala 5                    | 24.03.2007 | Darmstadt           |                                                     |
| Wygrana   | 15-1    | Magomedbag Agaev (7-4)          | KO                                          | 1     | 3:37  | FF 21 – Fight Festival 21                 | 17.03.2007 | Helsinki            |                                                     |
| Wygrana   | 14-1    | Nathan Schouteren (12-4-2)      | KO                                          | 1     | ?     | 2H2H – 2 Hot 2 Handle                     | 02.12.2006 | Amsterdam           |                                                     |
| Wygrana   | 13-1    | Łukasz Jurkowski (9-4)          | Decyzja (jednogłośna)                       | 2     | 5:00  | KSW 6                                     | 14.10.2006 | Warszawa            | Debiut w KSW                                        |
| Przegrana | 12-1    | Jordan Radev (9-1)              | Decyzja                                     | 1     | 10:00 | 2H2H – Road to Japan                      | 18.06.2006 | Amsterdam           |                                                     |
| Wygrana   | 12-0    | Michael Knaap (12-9-3)          | Poddanie (dźwignia prosta na staw łokciowy) | 2     | 2:59  | 2H2H – Road to Japan                      | 18.06.2006 | Amsterdam           |                                                     |
| Wygrana   | 11-0    | Evert Fyeet (8-12-2)            | Decyzja (jednogłośna)                       | 4     | ?     | TFS – Mix Fight Gala 3                    | 06.05.2006 | Darmstadt           | Main Event                                          |
| Wygrana   | 10-0    | John De Wilde (0-2)             | KO (ciosy)                                  | 1     | ?     | 2H2H – Mixed Fight                        | 17.12.2005 | Maastricht          |                                                     |
| Wygrana   | 9-0     | Ulf Fritzmann (4-3)             | KO                                          | 1     | ?     | BFS – Mix Fight Gala 5                    | 02.10.2005 | Düsseldorf          | Co-Main Event                                       |
| Wygrana   | 8-0     | David Marcina (3-3)             | TKO                                         | 1     | ?     | TFS – Mix Fight Gala 2                    | 21.05.2005 | Darmstadt           | Main Event                                          |
| Wygrana   | 7-0     | Nick Struve (6-2)               | TKO (kontuzja ramienia)                     | 2     | 1:24  | Emmen Fight Night 2005                    | 16.04.2005 | Emmen               |                                                     |
| Wygrana   | 6-0     | Brian Maulany (8-7-1)           | Decyzja                                     | 5     | ?     | BFS – Mix Fight Gala 4                    | 06.03.2005 | Düsseldorf          | Main Event                                          |
| Wygrana   | 5-0     | Ricco Losnoskzy (0-0)           | KO                                          | 1     | ?     | German Freefight – Freefight Gala         | 18.09.2004 | Salzburg            |                                                     |
| Wygrana   | 4-0     | Dennis Dennis (0-0)             | TKO                                         | 1     | ?     | BFS – Mix Fight Germany 3                 | 15.05.2004 | Düsseldorf          | Co-Main Event                                       |
| Wygrana   | 3-0     | Mischa Miljak (0-0)             | TKO                                         | 1     | ?     | German Freefight – The One and Only       | 09.11.2003 | ?                   |                                                     |
| Wygrana   | 2-0     | Ralf Frick (2-1)                | KO                                          | 1     | 2:37  | BFS – Mix Fight Gala 2                    | 19.10.2003 | Düsseldorf          | Co-Main Event                                       |
| Wygrana   | 1-0     | Karl Niggler (0-0)              | Poddanie                                    | 2     | ?     | BFS – Mix Fight Gala 1                    | 25.05.2003 | Düsseldorf          | Debiut w zawodowym MMA                              |